# Triclistus matsiguenga
Triclistus matsiguenga – gatunek błonkówki z rodziny gąsienicznikowatych i podrodziny Metopiinae.
Gatunek ten został opisany w 2013 roku przez Mabel Alverado i Alexandra Rodrigueza-Berrio na podstawie 3 samic odłowionych w 2007 roku. Epitet gatunkowy nadano na cześć Matsiguenga – grupy etnicznej zamieszkującej część Amazonii w południowym Peru.
Błonkówki te mają głowę czarną z żółtawobrązowymi: narządami gębowymi, szczytami żuwaczek i czułkami. Biczyk czułka składa się z 20 członów, z których drugi jest 1,7–1,9 raza dłuższy niż szeroki. W widoku grzbietowym głowę charakteryzują policzki najpierw lekko opadające, po czym gwałtownie zaokrąglone. Dół policzków jest punktowany. Dolna część twarzy jest nieco wypukła. Nadustek ma wklęśniętą krawędź. Warga górna jest widoczna przy zamkniętych żuwaczkach. Powierzchnia malarna jest 1,1 raza dłuższa niż szerokość nasady żuwaczki. Mezosoma jest czarna z żółtawymi tegulami, w większości gładka, błyszcząca i grubo punktowana. Metapleury są całkiem nagie, pozbawione mikrorzeźby, o listewce pleuralnej krzyżującej się z żeberkowaną listewką submetapleuralną pod kątem ostrym. Pozatułów jest dość długi i prosty, w widoku bocznym dość płaski, po czym gwałtownie zaokrąglony ku dołowi z tyłu. Listewki: poprzeczna i podłużne środkowo-boczne pozatułowia są silnie wykształcone. Skrzydła są przezroczyste z brązowymi pterostygmami. Te przedniej pary mają od 3,9 do 4,2 mm długości i pozbawione są żyłki 3rs-m (żyłki poprzecznej łączącej sektor radialny i żyłkę medialną). Przednie i środkowe odnóża są żółtawobrązowe, a tylne czarniawobrązowe z rudymi: krętarzami, krętarzykami i spodami goleni oraz kremowymi nasadami goleni. Metasoma jest czarna. Pierwszy jej tergit ma listewki podłużne boczne sięgające do przetchlinek, a listewki środkowo-boczne do 0,6–0,7 jego długości.
Owad neotropikalny, endemiczny dla Peru, znany tylko z lokalizacji typowej: Tono w Valle de Qosñipata, w regionie Cuzco, na wysokości 882 m n.p.m.